# A vak bankár
A vak bankár a Sherlock című televíziós sorozat második epizódja. Ebben a részben Sherlock és Watson a kínai maffia berkein belül zajló ügybe keverednek bele, ahol ellopott műtárgyak nyomában vannak, ősi kínai számrendszer megfejtése útján.
2010. augusztus 1-jén mutatták be a BBC-n. 

## Cselekmény
Soo Lin Yao, az elismert kínai kerámia-szakértő, valami rémeset lát a múzeumban, azután egyszerűen nyoma vész. Közben Sherlockot és Watsont egy befolyásos üzletember keresi meg, Sebastian Wilkes. Betörtek hozzájuk, és a betörők furcsa jeleket hagytak egy bankár portréján, melyek első ránézésre értelmetlenek. Sherlock megfejti, hogy az üzenet Edward Van Coonnak, a bankárnak szól, de az illető nem jött be dolgozni aznap. Betörés után kiderítik, hogy az illető halott. A rendőrség öngyilkosságnak akarja elkönyvelni az esetet, de Sherlock szerint megölték. Nem sokkal később egy újságírót, Brian Lukist is megölik, ugyancsak bezárt ajtók mögött. Sherlock és Watson nyomozásuk során kiderítik, hogy az újságíró járt egy könyvtárban, ahol az egyik polcon egy újabb ismeretlen jelet találnak.
Eközben John, hogy a pénzügyi helyzetét stabilizálja, félállásban munkát vállal egy baleseti sebészeten, Sarah Sawyer mellett. Sherlock és Watson megtalálják a kapcsolatot a két áldozat közt: mindketten nemrég tértek vissza Kínából, és mindketten jártak egy kínai üzletben. Sherlock ottjártakor rájön, hogy a titokzatos jelek igazából számok. Elmegy Soo Lin lakására, ahol szembetalálkozik egy támadóval: rövid küzdelmet követően az alak elmenekül. A múzeumban újabb jelre lelnek, így Sherlock és John egy graffitis, Raz segítségével megpróbálják megfejteni a jelek értelmét. A múzeumban Sherlock felfedezi a bujkáló Soo Lint, aki elmondja, hogy a rejtjeles üzenetek a kínai maffiához köthetőek, amelynek egykoron ő is tagja volt. Ám mielőtt megfejthetné a jeleket, a testvére, aki szintén a maffia tagja, végez vele. Sherlock rájön, hogy az újságíró és a bankár is tagok voltak, akik segítettek értékes kínai műtárgyak Londonba csempészésében, ám elloptak valamit, és ezért kellett meghalniuk.
Mint kiderül, a rejtjeles kód megfejtéséhez kell, hogy legyen egy kódrendszer az áldozatoknál, így az egész éjszakát könyvek utáni kutatással töltik. John első munkanapja emiatt nem sikerül valami fényesen, de Sarah kimenti őt a szorult helyzetből. Cserébe Sherlock meglepi őket a kínai cirkusz fellépésre szóló jegyekkel. A szándéka a nyomozás, ami miatt mindhárman bajba is keverednek, amikor a kínaiak rajtuk ütnek. Miközben Sherlock a megfejtést keresi, Johnt és Saraht elrabolják a kínaiak, és Sarah életéért cserébe a kódot követelik Johntól, akit összekevernek Sherlockkal. Szerencsére Sherlock a segítőinek hála még idejében megfejti a kódot, és rájön, hogy a keresett tárgy mindvégig ott volt az orruk előtt: egy jáde hajtű, ami Van Coon titkárnőjének és szeretőjének a hajában van. A maffia vezetője elmenekül ugyan, de a rejtélyes M (Moriarty), aki pénzeli őket, megöleti, attól tartva, hogy csalódást fog neki okozni újfent.

## Utalások
A kódolt üzenetek koncepciója A félelem völgye című regényből jött, valamint A táncoló figurák című novellából. Ugyancsak az előbbiből származik a maffia tagjainak megjelölése a lábukon, valamint a titkos bűnszervezetből történő megszökés és az erőszakos halála is. A bezárt ajtók mögött megölt áldozat és a behatoló szokatlanul kisméretű lábára történő utalás A négyek jele című műből van.